# Juana Azurduy de Padilla
Juana Azurduy de Padilla, född 12 juli 1780, död 25 maj 1862, var en boliviansk nationalhjältinna, gerillaledare och frihetskämpe i nuvarande Bolivia, berömd för sin kamp mot spanjorerna under det Bolivianska självständighetskriget 1809-1825. Hon var gift med gerillaledaren och frihetskämpen Manuel Ascencio Padilla.

## Biografi
Juanas far, don Matías Azurduy, var spanjor och ägde stora landområden. Hennes mor, doña Eulalia Bermudes tillhörde ursprungsbefolkningen. När Juana var 12 år mördades hennes far och hon togs om hand av nunnor i klostret Santa Teresa de Chuquisaca. Hon fick lämna klostret när hon var 17 år eftersom hon gjorde uppror alltför ofta. Hon gifte sig 1805 med Manuel Ascencio Padilla och fick fyra barn. Hon talade spanska och två sydamerikanska språk, quechua och aymara.

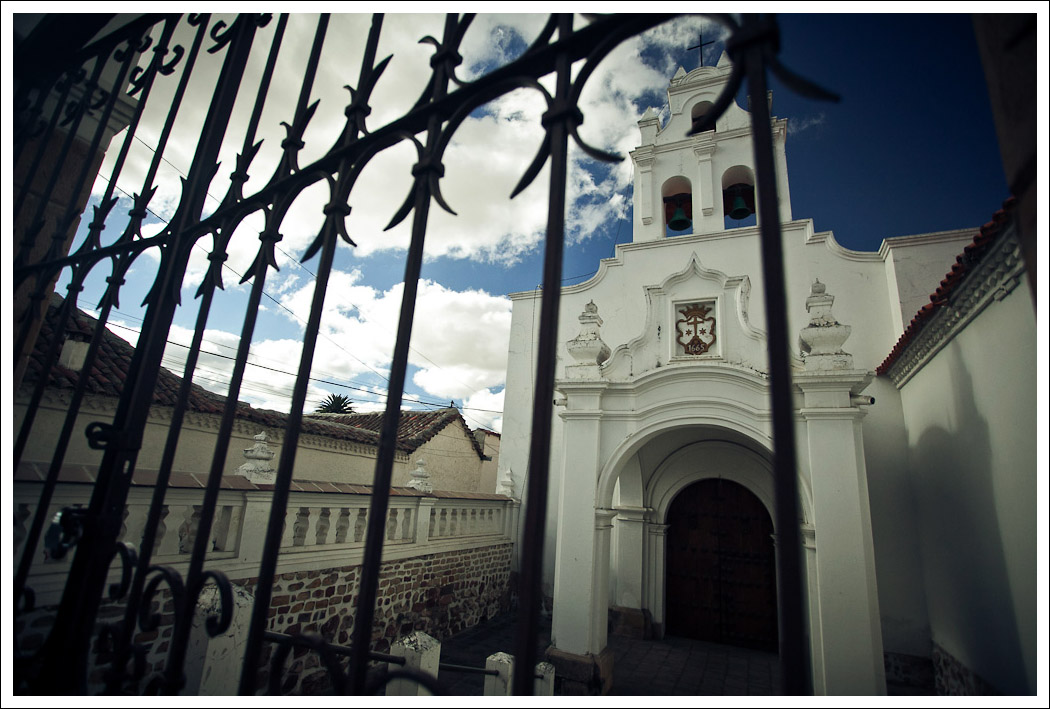
Klostret de Santa Teresa

Under den spanska kolonialtiden omfattade Río de la Plata de nuvarande länderna Argentina, Bolivia, Paraguay och Uruguay. År 1809 gjorde folket uppror, vilket blev början på befrielsekriget. Juana Azurduy och hennes man ledde var sin trupp, som tillsammans anföll den spanska koloniala armén.
Den 8 mars 1816 erövrade Azurduys styrkor Cerro Rico i Potosí, den huvudsakliga källan till det spanska silvret. De gjorde en kavalleriattack och erövrade ett spanskt standar. Efter dessa framgångar utnämndes Azurduy till överstelöjtnant i frihetsarmén av befälhavaren för Rio de la Platas förenade provinser. Bolivia etablerades som en autonom zon och spanjorerna tvingades överge territoriet. Vid ett fältslag i november samma år sårades hon och hennes make stupade. Först 1818 kunde spanjorerna samla sig till en motattack och Juana Azurduy flydde med sina soldater över gränsen till Argentina. I Argentina fick hon befäl över den revolutionära regeringens norra armékår under gerillaledaren General Martín Miguel de Güemes. Hon förde befäl över 6000 soldater och var så hängiven frihetskampen att hon kämpade även när hon var gravid. Hon födde sitt barn i fält.
År 1825 blev Bolivia självständigt och Azurduy kunde återvända till Chuquisaca. Hon begärde förgäves hos regeringen att få tillbaka sin egendom. Kriget hade kostat henne mycket: hennes man och fyra barn. Resten av livet var hon fattig och dog bortglömd 1862.

## Eftermäle
På senare tid har hon uppmärksammats som en nationell hjälte både i Argentina och Bolivia. 
- År 2009 blev hon utnämnd till general i den Argentinska armén
- “The National Programme for Women's Rights and Participation” i Argentina har uppkallats efter Juana Azurday.[3]
- Vid en utställning år 2014 i Washington DC visades en staty av Juana Azurday.
- En 16 meter hög staty avtäcktes år 2015 i närvaro av den bolivianske presidenten Evo Morales.
- Hon är också huvudpersonen i en animerad film om Argentinas historia. [4]